# Migração forçada

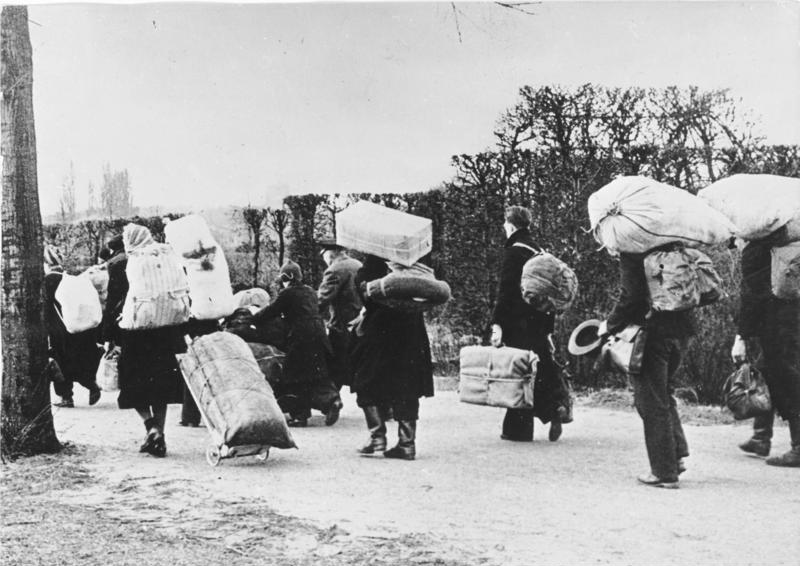
Refugiados alemães expulsos da Silésia após a transferência do território para a Polônia, em 1945. Esta migração faz parte da fuga e expulsão dos alemães durante e após a Segunda Guerra Mundial

A migração forçada é o movimento populacional que ocorre quando indivíduos são obrigados ao deslocamento do seu lugar de origem.
As migrações forçadas, se tiverem motivação étnico-religiosa, podem constituir uma limpeza étnica. Ao longo da História diversos governos adotaram políticas de migração forçada de indivíduos para povoar ou abandonar regiões, chamadas de transferência populacional. Essas transferências acompanham a reorganização geopolítica provocada por conflitos internacionais.